# Bernhard Hombach
Bernhard Hombach, spanisch Bernardo Hombach Lütkermeier, (* 12. September 1933 in Krefeld) ist emeritierter römisch-katholischer Bischof von Granada in Nicaragua.

## Leben
Hombach wuchs in Hohenhain bei Freudenberg auf. Er besuchte zunächst das Städtische Gymnasium in Olpe, bevor er mit 15 Jahren auf die Ordensschule der Weißen Väter in Rietberg, wechselte, wo er sein Abitur ablegte. Anschließend studierte er katholische Theologie und Philosophie an der Katholischen Universität Löwen. Hier empfing er 1961 die Priesterweihe.
Nach kurzer seelsorgerischer Tätigkeit als Vikar in Ickern (Castrop-Rauxel) und als Spanierseelsorger in Siegen und in Dahlbruch ging er nach Argentinien. Wegen der unsicheren politischen Situation dort verließ er das Land und war dann in Peru (unter anderem als Pfarrer der deutschsprachigen Gemeinde in Lima), Kolumbien, Nigeria und Venezuela tätig. 1987 wechselte er nach Nicaragua, wo er zunächst als Pfarrer in Juigalpa wirkte und später zum Generalvikar der Diözese berufen wurde. Einige Jahre war er hier auch als Diözesanadministrator tätig.
Von 1992 bis 1995 leitete Hombach als Direktor die Caritas in Nicaragua. Ein Schwerpunkt seiner Arbeit war ein umfangreiches Alphabetisierungsprogramm. Für sein Engagement überreichte ihm 1994 der deutsche Botschafter Helmut Schöps in Managua das Bundesverdienstkreuz am Bande und 2016 die Botschafterin Ute König das Verdienstkreuz 1. Klasse.
1995 ernannte ihn Papst Johannes Paul II. zum dritten Bischof des Bistums Juigalpa. Die Bischofsweihe spendete ihm am 22. April 1995 in Juigalpa der damalige Erzbischof von Managua, Miguel Kardinal Obando Bravo SDB; Mitkonsekratoren waren der Paderborner Erzbischof Johannes Joachim Degenhardt und César Bosco Vivas Robelo, Bischof von León in Nicaragua.
Am 15. Dezember 2003 wurde er zum fünften Bischof des Bistums Granada ernannt und übernahm die Diözese am 7. Februar 2004. Seit 2002 ist Hombach Präsident der Caritas von Nicaragua; seit 2005 ist er zudem Vizepräsident der Bischofskonferenz von Nicaragua (CEN).
Im September 2008 lehnte er eine allgemeine Amnestie für die ehemaligen Präsidenten Arnoldo Alemán und Enrique Bolaños Geyer sowie des ehemaligen Ministers Eduardo Montealegre wegen aufgetretener Unregelmäßigkeiten in deren Amtszeiten von 2002 bis 2007 ab; er forderte eine rechtliche Aufklärung.
Am 11. April 2010 nahm Papst Benedikt XVI. seinen Amtsverzicht an. Sein Nachfolger wurde Jorge Solórzano Pérez, bis dahin Bischof von Matagalpa.